# Вавжинець Свідзінський
Вавжинець Свідзінський гербу Півкозич (пол. Wawrzyniec Świdziński) (після 1655 — 25 вересня 1725) — польський шляхтич, активний учасник суспільно-політичного життя Польщі в 18 столітті.

## Біографія та родинне життя
Народився після 1655 року в родині Яна Свідзінського та Зофії Зборовської.
До 1715 займав по черзі посаду чесника, підстарости та равського міського судді, потім в 1719 став каштеляном Гостиньським, що надало йому місце сенатора. Помер 25 вересня 1725 року в Свідні і був похований в родинному склепі в парафіяльному костьолі в Міхаловічах.
Був одружений двічі: 1 — Бона Баричківна з Малоціч (Małocic), 2 — Теофіла Гжибовська гербу Прус II, підкоморянка черська, вдова Яна Шумовського і Реміґіяна Лясоцького (Remigian Lasocki) — чесник ломчинський. Обидві дали значні посаги, які були витрачені на купівлю околичних земель, що надало значного авторитету в регіоні. Став першою людиною в Равському воєводстві.
Діти від першого шлюбу: Теофіла, одружена з Константином з Вербної (Wierzbna) Водзінським — чесник і хорунжий лівський; друга донька — Катажина — пішла у варшавський монастир. Від першої дружини мав також трьох синів: Ян — стольник равський, середній Станіслав-Антоній — народився у Свідні 1685 i наймолодший Марцін — чесник равський.

## Свідзінські гербу Półkozic— предки Констянтина
- Вавжинець Свідзінський помер 1725
  - Станіслав Свідзінський помер 1761
    - Міхал Свідзінський помер 1788
      - Каєтан Свідзінський x Феліціанна Хадзієвич
        - Констянтин Свідзінський помер 1855